# 육군종합학교
육군종합학교(陸軍綜合學校)는 1950년 6월 25일 한국 전쟁 발발 이후 단기 장교 양성을 위해 설립된 사관학교이다.
1950년 8월 15일 경상남도 부산 지방의 동래여자고등학교 빌딩을 빌려 개교했다.
당시 대한민국 육군보병학교에서 교육중이던 간부후보생들을 1기생으로 받았고 이들은 9월 4일 입교했다.
또한 1950년 대한민국 육군사관학교 9기로 입교한 일부 육사 생도들을 육군종합학교 1기로 편입시켰다.
그리고 휴전회담이 개시되는 다음해 1951년 8월 18일까지 6주 내지 9주의 훈련을 받고 임관한 장교를 육종 1기, 육종 2기 이렇게 호칭하였으며 32기까지 보병 4757명을 포함해 7288명이었으며
휴전 이후에도 임관자의 36%, 즉 2600여 명이 군에 남아 대위, 중위로 진급했고 중대장, 대대참모, 연대급 이상 참모장교로 근무했다. 이들은 전쟁 참여 경험을 살려 군을 이끌었고, 특히 1967년 월남전에는 육종 출신 400여 명이 소령 이상으로 베트남에 파견돼 전쟁을 진두지휘했다. 2군 사령관을 지내고 4성 대장까지 오른 9기 김홍환 씨를 포함해 총 127명이 장군을 달았다.

## 같이 보기
- 육군사관학교
- 육군보병학교
- 육군3사관학교